# Чёрная Кожва
Чёрная Кожва — река в России, протекает по территории Печорского района Республики Коми.

## География
Сливаясь к западу от деревни Турышевка с Белой Кожвой даёт начало реке Кожва. Устье реки находится в 194 км по левому берегу реки Кожва. Длина реки составляет 26 км.

## Этимология гидронима
Кожва у Коми — «река с галечником», «каменистая река». От кӧж «гравий», «галька», «мелкий камень», ва «вода», «река». Прилагательные Белая и Чёрная означают не цвет, а сторону горизонта, откуда течёт река Северная Кожва.

## Данные водного реестра
По данным государственного водного реестра России относится к Двинско-Печорскому бассейновому округу, водохозяйственный участок реки — Печора от водомерного поста у посёлка Шердино до впадения реки Уса, речной подбассейн реки — бассейны притоков Печоры до впадения Усы. Речной бассейн реки — Печора.
Код объекта в государственном водном реестре — 03050100212103000063719.